# Curtiss SB2C Helldiver
Curtiss SB2C Helldiver je bil ameriški palubni strmoglavec/torpedni bombnik iz 2. svetovne vojne. Proizvajalo ga je podjetje Curtiss-Wright, glavni uporabnik je bila Ameriška mornarica. Letalo je imelo več vzdevkov: Big-Tailed Beast, Two-Cee in Son-of-a-Bitch 2nd Class.
Helldiver je nasledil uspešnega SBD Dauntlessa in je bil kljub večjim dimenzijah hitrejši od predhodnika. Helldiverje so uporabljali na Pacifiku v zadnjih dveh letih vojne. Kljub temu, da je imel probleme s krmarljivostjo, je bil uspešen v bojih. Deloma tudi zaradi visoke usposobljenosti posadk.  
Skupno so zgradili okrog 7140 letal. 

## Specifikacije (SB2C-4 Helldiver)
Podatki iz United States Navy Aircraft since 1911
Splošne karakteristike
- Posadka: 2: pilot in radio operater/strojničar
- Dolžina: 36 ft 8 in (11,18 m)
- Razpon kril: 49 ft 9 in (15,17 m)
- Višina: 13 ft 2 in (4,01 m)
- Površina kril: 422 ft² (39,2 m²)
- Teža praznega letala: 10547 lb (4794 kg)
- Maks. vzletna teža: 16616 lb (7553 kg)
- Pogon letala: 1 ×  bencinski radialni motor Wright R-2600-20 Twin Cyclone, 1900 KM (1417 kW)

 Zmogljivost 
- Maks. hitrost: 295 mph (257 vozlov, 475 km/h) na 16700 ft (5090 m)
- Potovalna hitrost: 158 mph (137 vozlov, 254 km/h)
- Doseg: 1165 milj (1013 nmi, 1876 km) z 1000 lb (450 kg) bomb
- Višina leta: 29100 ft (8870 m)
- Hitrost vzpenjanja: 1800 ft/min (9,1 m/s)

Oborožitev

- Strelno orožje: **2 × 20 mm (.79 in) Hispano-Suiza HS.404 topa v krilih
  - 2 × 7,62 mm M1919 Browning strojnice v repu
- Bombe: v notranjosti: 2000 lb (900 kg) bombs ali 1 × Mark 13-2 torpedo[2]
na podkrilnih nosilci: 500 lb (225 kg) bombe